# EZ.42
EZ.42, иногда EZ-42 — немецкий авиационный прицел времён Второй мировой войны, предназначенный для истребителей.
EZ.42 представлял собой гироскопический прицел, позволявший автоматически учитывать многие факторы стрельбы из авиационных пушек и пулеметов. Прицел был разработан в 1944 году фирмой Askania, и изначально устанавливался на истребитель Bf.109 начиная с варианта G-6. Кроме того, прицел устанавливался на поздние варианты Me.262 и Fw.190.
Отличительной особенностью прицела являлось то, что он имел первоначальную настройку на многие наиболее распространённые типы вражеских самолётов. Лётчик-истребитель идентифицировал противника, и вводил тип вражеского самолёта в прицел, выставляя верньер на соответствующую данному типу самолёта цифру. После этого прицел автоматически учитывал все данные стрельбы, включая скорость истребителя, угол атаки, скорость разворота, и так далее. Для определения нужных параметров использовалась система датчиков, двух гироскопов, и достаточно сложного аналогового вычислителя, установленная на самолёте.
Данный прицел мог существенно увеличить точность и эффективность стрельбы истребителя, особенно на больших дистанциях и в сложных условиях скоростного воздушного боя. По рапортам лётчиков, вероятность попадания возрастала примерно на 20 % в условиях ближнего боя, и намного более на длинных дистанциях. Прицел позволял вести эффективную стрельбу на расстоянии до 1000 м, что в общем-то превышало возможности тогдашнего авиационного вооружения.
Сложность настройки, калибровки и использования часто приводила к тому, что немецкие лётчики блокировали автоматику прицела, и использовали его как обычное оптическое прицельное приспособление. Проблема усугублялась тем, что средний уровень подготовки немецких пилотов в конце войны, когда и появился данный прицел, был весьма неудовлетворительным.
EZ.42 являлся наиболее совершенным типом немецких истребительных прицелов, и одним из наиболее совершенных, существовавших тогда в мире. Всего было произведено около 800 экземпляров.